# Stefan Malutki
Stefan Malutki (hiszp. El Ratón Pérez, ang. The Hairy Tooth Fairy, 2006) – argentyńsko-hiszpański film animowany zrealizowany w technologii 3D.

## Obsada
(oryginalna wersja argentyńska)
- Ana Maria Orozco – Pilar
- Fabián Mazzei – Santiago
- Delfina Varni – Lucía
- Nicolas Torcanowsky – Ramiro
- Diego Gentile – Pipo
- Joe Rigoli – Morientes
- Mariano Chiesa – Fugaz
- Enrique Porcellana – Gordo

i inni

## Wersja hiszpańska
Nagranie dialogów: EXA Madrid

Reżyseria dubbingu: Antonio Lara

Wystąpili:
- Alicia Laorden – Pilar
- Toni Mora – Santiago
- Carla Lopez – Lucía
- Klaus Stroink – Ramiro
- Jordi Pons – Pipo
- Antonio Lara – Fugaz
- Carles Canut – Gordo
- Fran Perea – Ratón Pérez
- Paz Padilla – María Laucha / Esposa de Gordo
- Aleix Estadella – Ratón S
- Miguel Angel Jenner – Rata
- Enriqueta Linares – Carmen
- Toni Lara – Niño 2
- Javier Amilibia - Różne głosy
- Manuel Osto - Różne głosy
- Carlos Vicente - Różne głosy
- Luis Garcia Marquez - Różne głosy
- Gloria Cano - Różne głosy
- Roser Aldabo - Różne głosy
- Esther Farreras - Różne głosy
- Meritxell Ane - Różne głosy
- Carla Torres - Różne głosy

i inni

## Wersja polska
Wersja polska: STUDIO PRL na zlecenie: KINO ŚWIAT

Reżyseria: Cezary Morawski

Dialogi: Dariusz Dunowski

Nagrania dialogów i montaż: Renata Gontarz

Zgranie dźwięku: Michał Kostarkiewicz − Studio Filmowe Łódź

Organizacja produkcji: Michał Przybył

Wystąpili:
- Cezary Żak – Stefan
- Julia Jędrzejewska – Zuzia
- Wit Apostolakis-Gluziński – Robercik
- Renata Dancewicz – Basia
- Szymon Bobrowski – Sebastian
- Krzysztof Kowalewski – Mieczysław
- Ryszard Rynkowski – Rysiek
- Jarosław Boberek – Pryszcz
- Wojciech Paszkowski – Szczurokita
- Anna Apostolakis – Dziunia Myszkojarska
- Krzysztof Szczerbiński − Myszkujer

i inni
Kierownictwo muzyczne: Piotr Gogol

Śpiewali: Ryszard Rynkowski, Katarzyna Łaska, Anna Sochacka, Adam Krylik, Krzysztof Pietszak, Piotr Gogol